# Anotosaura
Anotosaura es un género de pequeños lagartos que pertenecen a la familia Gymnophthalmidae. Son endémicos del nordeste de Brasil.

## Especies
Se conocen las siguientes especies:
- Anotosaura collaris Amaral, 1933
- Anotosaura vanzolinia Dixon, 1974